# گران-کوران
گران-کوران (به فرانسوی: Grand-Corent) یک کمون در فرانسه است که در canton of Ceyzériat واقع شده‌است.

## خصوصیات
گران-کوران ۷٫۱۳ کیلومترمربع مساحت و ۱۴۶ نفر جمعیت دارد و ۵۰۰ متر بالاتر از سطح دریا واقع شده‌است.